# ФК Османлиспор
ФК Османлиспор је турски фудбалски клуб из Анкаре. Клуб тренутно игра у Првој лиги Турске, другом по рангу фудбалског такмичења у Турској, и наступа на ,,Османли стадиону" капацитета 18.029 седећих места.

## Историја
Османлиспор је основан Спортски клуб општине Анкара ("Ankara Belediye Spor Kulübü") 1978. године. Клуб је током своје историје доживео неколико промена имена. Године 1984. године у име је уметнута одредница метрополијски (Büyükşehir "), па је пун назив клуба износио Büyükşehir Belediye Ankaraspor Kulübü. Године 1998. назив клуба измењен је у Анкараспор, а одредница метрополијски опински клуб је задржана - Büyükşehir Belediye Ankaraspor Kulübü. Током 2005. године клуб је скратио име на ФК Анкараспор. 
Име под којим је клуб данас познат успостављено је 24. јуна 2014. године у част султана Османа I, оснивача Османског царства и родоначелника Османске династије.
У 2009. години клуб је избачен из Суперлиге Турске од стране Дисциплинске комисије због свог неспортског односа са фудбалским клубом Анкарагуџу, за који се сматрало да је супротност фер-плеју. Све утакмице Османлиспора су поништене и додељене службеним резултатом 3-0 противничким екипама.
Највећи међународни успех клуба је шеснаестина финала Лиге Европе у сезони 2016/17.

## ФК Османлиспор у европским такмичењима
| Сезона  | Такмичење     | Коло        | Клуб        | Дом. | Гост | Укупно   |
| ------- | ------------- | ----------- | ----------- | ---- | ---- | -------- |
| 2005.   | Интертото куп | 2. коло     | Дубница     | 0:4  | 1:0  | 1–4      |
| 2016/17 | Лига Европе   | 2. коло кв. | Зимбру      | 5:0  | 2:2  | 7–2      |
| 2016/17 | Лига Европе   | 3. коло кв. | Номе Каљу   | 1:0  | 2:0  | 3–0      |
| 2016/17 | Лига Европе   | плеј-оф     | Мидтјиланд  | 2:0  | 1:0  | 3–0      |
| 2016/17 | Лига Европе   | Група Л     | Стеауа      | 2:0  | 1:2  | 1. место |
| 2016/17 | Лига Европе   | Група Л     | Виљареал    | 2:2  | 2:1  | 1. место |
| 2016/17 | Лига Европе   | Група Л     | Цирих       | 2:0  | 1:2  | 1. место |
| 2016/17 | Лига Европе   | 1/16 финала | Олимпијакос | 0:3  | 0:0  | 0–3      |